# 김제 금산사 대장전
김제 금산사 대장전(金堤 金山寺 大藏殿)은 전북특별자치도 김제시, 금산사에 있는 조선시대의 건축물이다. 1985년 1월 8일 대한민국의 보물 제827호로 지정되었다.

## 개요
금산사는『 금산사사적』에 따르면 백제 법왕(600)때 세운 절이라고 한다. 이 건물은 원래 미륵전 뜰 가운데 세운 목조탑으로 불경을 보관하던 곳이었는데, 지금은 예전의 기능은 없어지고 안에 불상을 모시고 있다.
조선 인조 13년(1635)에 다시 짓고, 1922년에 지금 있는 위치로 옮겼다. 지붕 위에 남아 있는 조각들은 목조탑이었을 때 흔적이며 건물 안에는 석가모니와 가섭, 아난의 제자상을 모시고 있다.
규모는 앞면 3칸·옆면 3칸 크기이며 지붕은 옆면이 여덟 팔(八)자 모양을 한 팔작지붕이다. 기둥 윗부분에 장식하여 지붕 처마를 받치는 공포는 기둥 위와 기둥 사이에도 있다. 이를 다포 양식이라 하는데 양쪽 칸에는 1개, 가운데 칸에는 공포를 2개씩 올렸다.
건물 안쪽 천장은 우물 정(井)자 모양으로 꾸민 우물천장이고 석가모니가 앉아 있는 수미단에는 정교한 장식문을 조각해 놓았다.
전체 건물 구조와 크기가 비교적 간단하고 작지만 큰 관심을 끄는 변형 건물로, 탑 형식의 목조 건축물 연구에 귀중한 자료가 되는 문화재이다.

## 현지 안내문
대장전은 미륵전을 장엄하는 장중 목조탑으로 미륵전과 함께 일찍 건립되었다.
정유재란에 소실된 후 1635년(조선 인조 13년)에 재건되었으며 1922년 미륵전 앞에서 현 위치로 이전하였다. 현재 지붕위에 남아 있는 복발과 보주 등은 조선 인조 이전의 목탑 잔영이며 법당 안에는 석가모니불과 상수제자인 가섭존자와 아난존자를 봉안하고 있다.
건물은 비교적 단조롭고 소규모이지만 정중 목탑의 변형 건물로 주목되며 석가모니불 후불광배의 조각이 뛰어나게 아름답다.

## 같이 보기
- 금산사

## 참고 자료
- 김제 금산사 대장전 - 국가유산청 국가유산포털